# Fabienne Stämpfli

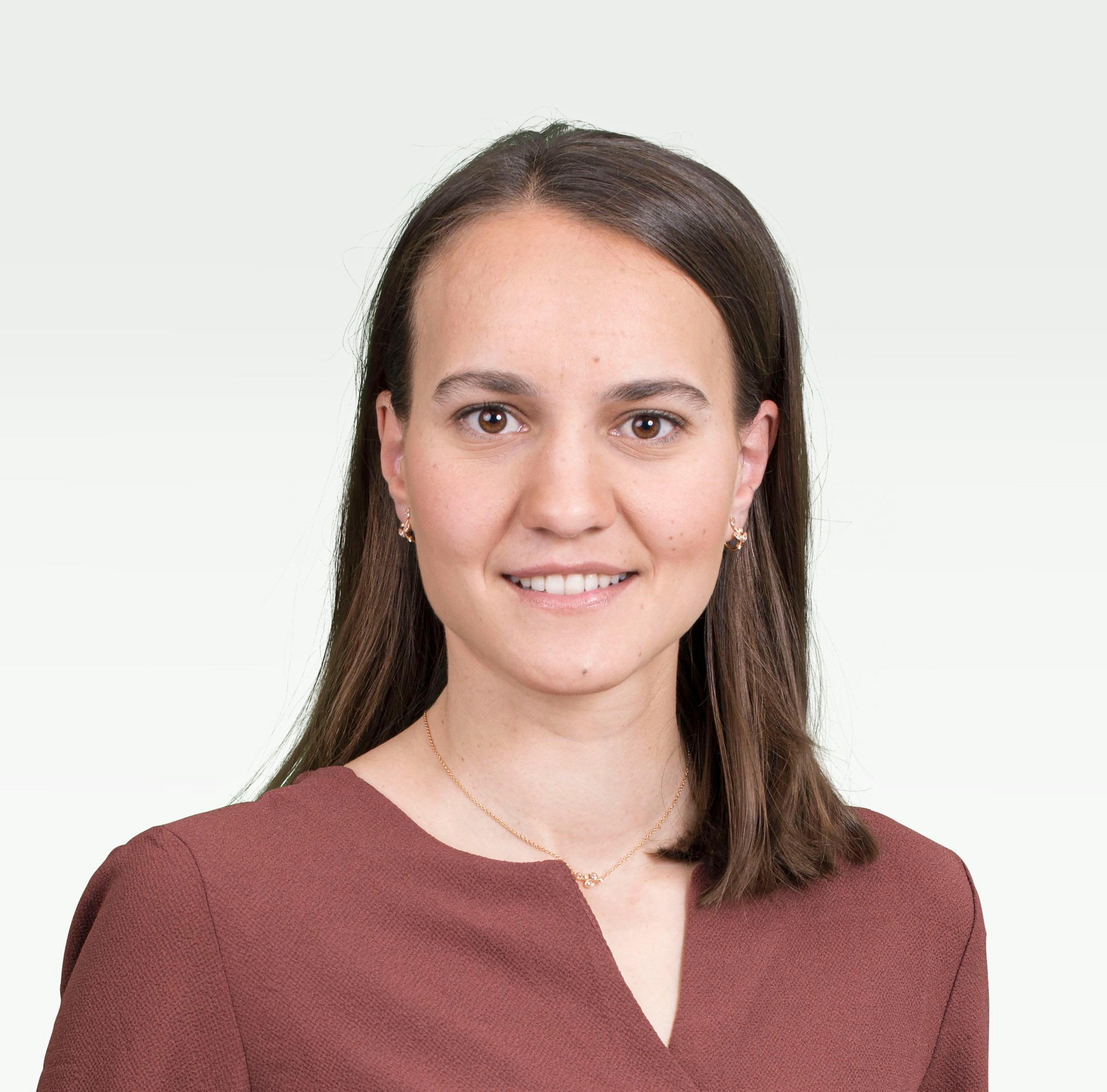
Fabienne Stämpfli

Fabienne Stämpfli (* 13. März 1992 in Thun; heimatberechtigt in Schüpfen) ist eine Schweizer Politikerin (GLP). Sie ist seit März 2025 Nationalrätin für den Kanton Bern.

## Leben und Ausbildung
Fabienne Stämpfli wurde am 13. März 1992 geboren. Sie wuchs in Thun (Gwatt) auf und lebt seit 2021 in Oberhofen am Thunersee. Nach der Schule machte sie die Lehre als Pharma-Assistentin inkl. Berufsmatura und absolvierte danach die Passerelle. Anschliessend studierte sie Umweltingenieurwissenschaften an der ETH Zürich und schloss mit einem Master of Science (MSc ETH) ab. Beruflich ist sie als Abteilungsleiterin im Bereich Wasserbau, Umwelt und Naturgefahren tätig.

## Politische Karriere
Stämpfli ist Mitglied der Grünliberalen Partei (GLP). Sie ist Vize-Präsidentin der GLP Oberhofen sowie in der Geschäftsleitung der GLP Kanton Bern und im Vorstand der GLP Schweiz vertreten.
Bei den Schweizer Parlamentswahlen 2023 kandidierte Stämpfli für den Nationalrat auf der Liste der GLP des Kantons Bern. Sie erreichte den ersten Ersatzplatz. Sie rutschte im März 2025 für Melanie Mettler gemeinsam mit Ueli Schmezer (Nachrutscher für Matthias Aebischer) nach, die in die Berner Stadtregierung gewählt worden waren und ihre neuen Ämter Anfang des Jahres 2025 antraten.
Im Nationalrat ist sie Mitglied der Kommission für Wissenschaft, Bildung und Kultur (WBK) und in der Geschäftsprüfungskommission (GPK).